# Zhurivka
Zhurivka (în ucraineană Згурівка) este așezarea de tip urban de reședință a Raionul Brovarî din regiunea Kiev, Ucraina. În afara localității principale, mai cuprinde și satul Șceaslîve

## Demografie
Componența lingvistică a așezării de tip urban Zhurivka
     Ucraineană (96,79%)
     Rusă (2,62%)
     Alte limbi (0,42%)
Conform recensământului din 2001, majoritatea populației așezării de tip urban Zhurivka era vorbitoare de ucraineană (96,79%), existând în minoritate și vorbitori de rusă (2,62%).